# Sadigdjan
Sadigdjan (en azéri : Mirzə Əsəd oğlu Sadıq, Sadıqcan ; né en 1846 à Choucha et mort en 1902, ) est un musicien folklorique azéri, joueur de târ.

## Amélioration de târ
Sadigdjan est l'un des célèbres spécialiste de târ. Après avoir perfectionné le târ, Sadigdjan élargit les possibilités de jeu virtuose sur cet instrument. Il augmente le nombre de cordes de 5 à 13, apporte des modifications supplémentaires au corps de l'instrument et changé le système de frettes sur le manche de târ, réduisant leur nombre de 27-28 à 22.

## Création des mughams
Sadigdjan  introduit des innovations importantes dans le mugham améliorant les mughams Segah et Mirza Husein Segakh, et le mugham Mahur. L'apparition des mughams tels que Mahur-Hindi, Orta mahur, Zabul Segakh, Kharij Segakh, Mirza Husein Segakhy, Yetim Segakh, Tchoban Bayaty dans la musique azerbaïdjanaise est liée au travail de Sadigdjan et au tar azerbaïdjanais.

## Activité pédagogique
Dans les années 90 du XIXe siècle, sous la direction de Sadigdjan, un ensemble est créé à Choucha, composé des chanteurs et musiciens célèbres de l'époque. Parmi les étudiants de l'artiste figuraient des musiciens célèbres tels que Gourban Pirimov, Mechadi Zeynal, Arsen Yaramyshev, Mardi Djanibekov, Hamid Malibeyli, Tatevos Arutyunyan, Machadi Djamil Amirov et d'autres.